# Pa-dak pa-dak
Pa-dak pa-dak (en coreano, 파닥파닥) es una película de suspenso dramático de terror animada por computadora para adultos de Corea del Sur de 2012 escrita y dirigida por Dae-Hee Lee. Está protagonizada por Hyen-jee Kim, Young-jun Si, Young-mi Ahn, Kyeng-soo Hyen y Ho-san Lee. Se estrenó en el Festival Internacional de Cine de Jeonju de 2012, y se estrenó el 25 de julio de 2012 en los cines de Corea del Sur. Más tarde se distribuyó en Steam el 6 de junio de 2016 como Padak por la editorial de cómics eigoMANGA.
Recibió elogios de los críticos de Corea del Sur, pero críticas mixtas de críticos internacionales, a partir de 2020, esta es la única película animada para adultos estrenada por CJ Entertainment hasta la fecha.

## Argumento
Una caballa del océano es capturada y colocada en la pecera de un restaurante de mariscos en un pueblo pesquero coreano. Ella se ve obligada a escapar después de presenciar cómo se prepara otra caballa como alimento. Su tanque está habitado por un grupo de peces de piscifactoría que consiste en un pez pico rayado llamado Bream, un pargo llamado Nollaemi, una lubina dormida llamada Bar, una anguila de agua salada llamada Jooldom y el joven verde llamado Spotty. Están gobernados por un viejo lenguado, a quien se refieren como "El Maestro", que se esconde debajo de una rejilla e instruye a los peces del tanque para que prolonguen su supervivencia haciéndose los muertos cuando los humanos se acercan al restaurante. Los peces obtienen su sustento de los peces muertos y moribundos que se dejan caer periódicamente en su tanque. Después de presenciar cómo la caballa salta del tanque en un intento fallido de fuga, los peces de la granja sorprendidos la bautizan con el apodo de "Padak Padak" (o "Flappy"). Cada noche, el Maestro, que afirma falsamente que también es del océano, les da acertijos a los peces de la granja basados libremente en historias del océano que le contó un compañero que se había comido antes que él.
Luego de una confrontación violenta entre Flappy y el Maestro, Jooldom le otorga permiso a Flappy para proporcionar el acertijo de la noche. Flappy aprovecha la oportunidad para alentar al grupo a reflexionar sobre un medio de escape. Bar propone que los cangrejos reales en el tanque debajo del suyo puedan romper las paredes de vidrio, y Flappy, que puede hablar su idioma, puede convencerlos de que lo hagan. La reunión de la noche termina con Flappy siendo golpeada por el grupo después de que ella cuestiona la autoridad del Amo. Al día siguiente, mientras se limpian los tanques del restaurante, Flappy y Spotty hacen otro intento fallido de fuga, en el que Flappy abandona su propio esfuerzo cuando se impide el progreso de Spotty. Esa noche, Flappy, a pesar de su hambre y por obstinado orgullo contra el Amo, se niega a unirse a devorar un halibut moribundo, que se burla de la cobardía del Amo antes de su muerte. Flappy salta al tanque del cangrejo real, donde casi muere hasta que un niño travieso la saca del tanque y la coloca en el acuario del restaurante. Flappy, hambrienta, devora todos menos uno de los peces payaso del acuario antes de lastimarse con la espada de un caballero condecorado y perder el conocimiento.
El propio intento de Spotty de hablar con los cangrejos rey en su tanque resulta en su muerte, y su cuerpo se coloca en el tanque de peces de la granja. Mientras el Maestro de repente defiende el cuerpo de Spotty de ser devorado por Jooldom, Flappy también regresa al tanque y ataca al Maestro después de verlo sobre el cadáver mutilado de Spotty, pensando que fue él quien lo mató. Su lucha se interrumpe cuando el maestro es recogido por el chef del restaurante y colocado en su mostrador. Mientras el chef prepara otros platos, el Maestro es testigo de los acontecimientos dentro del restaurante y comienza a temer por su vida, pero se salva cuando el cliente cambia su pedido a caballa. Cuando el Maestro regresa al tanque, Flappy se disculpa con él por su malentendido y lo alienta a seguir adelante antes de que la tomen y la sirvan al estilo ikizukuri. A la mañana siguiente, el Maestro da su propio salto fuera del tanque y, con la ayuda del fragmento de espada que había sido incrustado en Flappy, escapa de las garras del chef y llega con éxito al mar mientras el resto de los peces observan desde el tanque.

## Reparto
- Hyen-jee Kim como Padak / Flappy
- Young-jun Si como Maestro Oldfish
- Kyeng-soo Hyen como Bream
- Young-mi Ahn como Spotty y Nollaemi
- Ho-san Lee como Jooldom y Bar